# کره جنوبی در المپیک تابستانی ۱۹۷۲
کره جنوبی در بازی‌های المپیک تابستانی ۱۹۷۲ که در شهر مونیخ آلمان غربی برگزار شد، کاروان کره جنوبی با ۴۲ ورزشکار در این رقابت‌ها شرکت کرد و موفق به کسب ۱ مدال (۰ طلا، ۱ نقره، ۰ برنز) شد. در جدول رتبه‌بندی توزیع مدال‌ها، کره جنوبی در ردهٔ ۳۳ مسابقات قرار گرفت.